# Formica reflexa
Formica reflexa es una especie de hormiga del género Formica, familia Formicidae. Fue descrita científicamente por Buren en 1942.
Se distribuye por Canadá y los Estados Unidos. Se ha encontrado a elevaciones de hasta 100 metros. Vive en microhábitats como los bordes de las carreteras y en montículos.